# Antepipona bhutanensis
Antepipona bhutanensis (лат.) — вид одиночных ос рода  Antepipona (Eumeninae).

## Распространение
Южная Азия: Бутан

## Описание
Мелкие осы (менее 1 см). Основная окраска чёрная с красноватыми отметинами. От близкого вида Antepipona tytides отличается блестящей задней частью проподеума. Задняя часть метанотума (заднещитинка) килевидная, обрывистая, с двумя возвышающимися бугорками или зубцами. 1-й сегмент брюшка лишь немного уже 2-го, не стебельчатый. Первый тергит брюшка без поперечного валика, равномерно выпуклый. Вторая радиомедиальная ячейка крыла не стебельчатая. Голени средних ног с одной шпорой. Представители рода Antepipona гнездятся в земле, взрослые самки охотятся на гусениц бабочек, которыми питаются их личинки.